# Município de Flat Creek (condado de Buncombe, Carolina do Norte)
Localização da Carolina do Norte nos E.U.A.
O município de Flat Creek (em inglês: Flat Creek Township) é um município localizado no  condado de Buncombe no estado estadounidense da Carolina do Norte. No ano 2010 tinha uma população de 6.068 habitantes.

## Geografia
O município de Flat Creek encontra-se localizado nas coordenadas 35° 44′ 51,39″ N, 82° 34′ 21,47″ O.